# Isabell Sollman
Isabell Sollman, all'anagrafe Cecilia Isabell Andréasson (Stenungsund, 5 gennaio 1972), è un'attrice svedese.
È nota in Italia per interpretare, dal 2000, il personaggio di Ingrid Sjöström nella serie televisiva Il commissario Montalbano. In Svezia ha interpretato il ruolo di Camilla Moe nella soap opera Skilda världar.

## Biografia
Cresciuta a Spekeröd, a sud di Stenungsund, durante l'adolescenza adotta il cognome della madre Sollman, il cui padre era finlandese, forse di origine tedesca (Zollman significa doganiere).
A 14 anni iniziò a lavorare come modella, trascorrendo le estati a Parigi, in Germania e soggiornando anche sei mesi a Milano. Intorno ai 21-22 anni ha lasciato la carriera di modella per dedicarsi al teatro, studiando alla Sannarpsgymnasiet di Halmstad.
Attrice teatrale in Svezia, nel 1998 partecipò ad una selezione organizzata dalla televisione svedese per una serie televisiva italiana. Dopo alcuni mesi svolse un provino a Stoccolma, recitando in inglese il lungo monologo dell'episodio La forma dell'acqua e venne così scritturata per Il commissario Montalbano. Pur non conoscendo la lingua, ha poi recitato i copioni in italiano, senza doppiaggio. In diversi episodi ha inoltre guidato un'automobile, pur non avendo mai ottenuto la patente di guida.
Divorziata dal primo marito, da cui ha avuto la figlia Yafa nel 2009, vive a Stoccolma con il compagno Emil Englund. Nel 2013 si è laureata in informatica e si occupa di IT, principalmente di test e controllo qualità nello sviluppo di software.

## Filmografia
- Anmäld försvunnen – serie TV, episodio 1x06 (1995)
- Skilda världar – serie TV, episodi 1x69-3x69 (1997-1998)
- Mitt i livet – serie TV, episodio 1x03 (1999)
- c/o Segemyhr – serie TV, episodio 2x13 (1999)
- Fem gånger Storm – serie TV, episodio 1x12 (2000)
- Ramona – miniserie TV, puntate 1-2 (2003)
- Min f.d. familj – serie TV, episodi 1x01-1x02 (2004)
- Rosa: The Movie, regia di Manne Lindwall (2007)
- Fishy, regia di Maria Blom (2008)
- Il commissario Montalbano, regia di Alberto Sironi (1999 - in corso)
  - La forma dell'acqua (2000)
  - La gita a Tindari (2001)
  - Gli arancini di Montalbano (2002)
  - Il giro di boa (2005)
  - Le ali della Sfinge (2008)
  - La pista di sabbia (2008)
  - Il campo del vasaio (2011)
  - La caccia al tesoro (2011)
  - Come voleva la prassi (2017)